# Kirtan

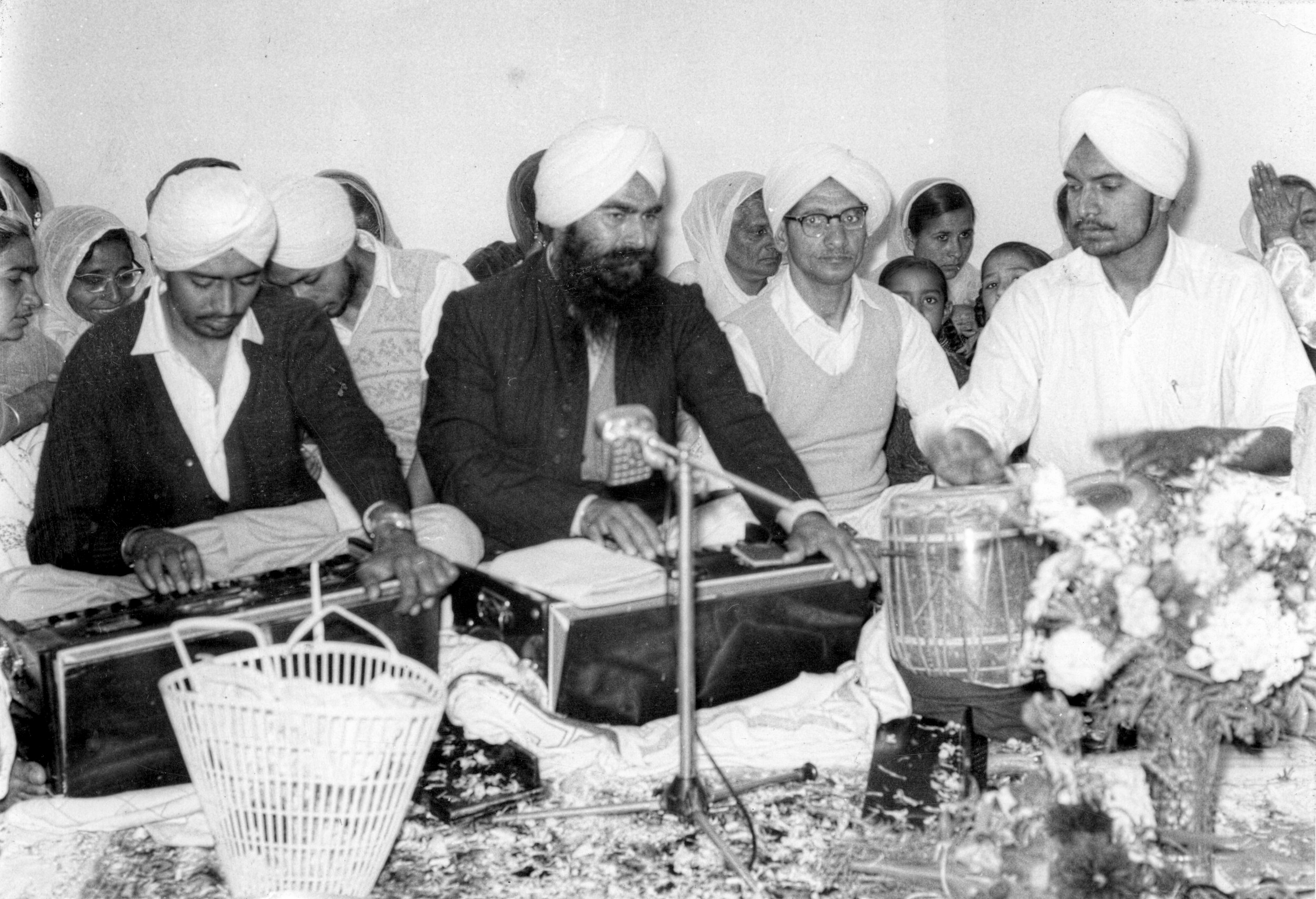
Sikher firar Kirtan i Kenya.

Kirtan (hindi कीर्तन kīrtan, efter sanskr. कीर्तन kīrtana) är en traditionell indisk tillställning med dans, musik och sång, och förekommer mest i norra Indien i bhakti-sammanhang. Kirtan är en form av tillställning där gruppen tillsammans upprepar en ledares mantra, eller hymn (helig sång). Antingen genom korta fraser i taget av en längre hymn, eller korta mantra. Det ledaren sjunger upprepar deltagarna. I Sverige förekommer kirtan i olika sammanhang där bhakti utövas, såsom i yoga och andra hinduiska sammanhang. Kirtan används ibland som synonym till bhajan, vilket också ofta är något som görs i grupp. Men bhajan kan sjungas av en enskild individ, medan kirtan inte kan det.